# Sycon satsumense
Sycon satsumense är en svampdjursart som beskrevs av Hozawa 1929. Sycon satsumense ingår i släktet Sycon och familjen Sycettidae.
Artens utbredningsområde är havet kring Japan. Inga underarter finns listade i Catalogue of Life.